# Milanville
Milanville est un village appartenant au Damascus Township, dans le comté de Wayne, en Pennsylvanie, aux États-Unis.